# Епитафи на потесу Главоч у Дучаловићима
Епитафи на потесу Главоч у Дучаловићима представљају драгоцена епиграфска и документарна сведочанства на напуштеном  гробљу у Дучаловићима, Општина Лучани.

## Напуштено гробље на Главочу
На потесу Главоч у Дучаловићима, у близини Манастира Свете Тројице на Овчару, сачувано је неколико старих, тешко читљивих надгробника и један без епитафа. Гробље је у прошлости вероватно имало већи број споменика. Сачувани натписи представљају драгоцене документарне изворе.

## Епитафи
Споменик Сретену Крунићу из Ртара (†1849)
Овде почива СРЕТЕН
син павла Крунића от села Ртара
Бивши воиник Катана
отечества србског
Поживио 19.г.
Умре 12 Априла у монастиру.
С. Т. 1849

Споменик Јовану Спасојевићу (†1848)
Овде почива Раб Божии
ЈОВАН Спасојевић
ж: села Дучаловића
поживе 17.г.
и отакла му се пушка сама
из руку те погибе
27 августа 1848.

Споменик Петру Јовановићу (†18??)
Овде почива Р.Бо:
ПЕТАР Јовановић
род. од Черне горе
Бист слуга у монаст.
св. Т. Троици 5 г.
Пож: 48 г.
прест. М. Јунија 16